# Campeonato Porteño
El Campeonato Porteño 1926 fue organizado por la Asociación Amateur Argentina de Football para celebrar la unión de las dos ligas oficiales de Primera División: Asociación Argentina de Football y Asociación Amateurs de Football.
Los dos últimos campeones de estas entidades disputaron un partido para poner en juego el título. A pesar de que el encuentro se disputó en 1927, se denomina de 1926 porque fue, hasta 1931, la última temporada con más de un torneo oficial organizado por las distintas ligas metropolitanas.

## Partido
Los clubes participantes fueron Independiente (campeón de la AAAF) y Boca Juniors (campeón de la AAF). El partido estaba igualado 0-0 hasta que, a los 48 minutos, fue suspendido por exceso de hinchas y quedó anulado. Se jugó nuevamente, con otro 0-0, y nunca se desempató.
| 20 de febrero de 1927 | Boca Juniors | 0:0 | Independiente | Estadio de Alvear y Tagle (River Plate), Buenos Aires |  |
|                       |              |     |               | Árbitro(s): Repossi                                   |  |

| 3 de marzo de 1927 | Boca Juniors | 0:0 | Independiente | Estadio de Alvear y Tagle (River Plate), Buenos Aires |  |
|                    |              |     |               | Árbitro(s): Repossi                                   |  |